# Kriepitz
Kriepitz, obersorbisch Krěpjecyⓘ, ist ein Ortsteil der Stadt Elstra im Landkreis Bautzen in Sachsen. Bis zum 1. Juli 1950 war Kriepitz eine eigenständige Gemeinde. Kriepitz gehört als einziger Ortsteil von Elstra zum amtlichen Sorbischen Siedlungsgebiet.

## Lage
Kriepitz liegt sechs Kilometer südöstlich von Kamenz und rund 50 Kilometer nordöstlich von Dresden im Westlausitzer Hügel- und Bergland. Benachbarte Ortschaften sind Miltitz im Nordosten, Jauer im Osten, Ostro und Kaschwitz im Südosten, Gödlau im Süden, Elstra im Westen und Prietitz im Nordwesten. Westlich von Kriepitz fließt die Schwarze Elster, östlich der Bach Jauer.
Kriepitz liegt am Verlauf der Staatsstraße 105 zwischen Elstra und Panschwitz-Kuckau. Die Staatsstraße 94 führt als Ortsumgehung westlich an Kriepitz vorbei.

## Geschichte

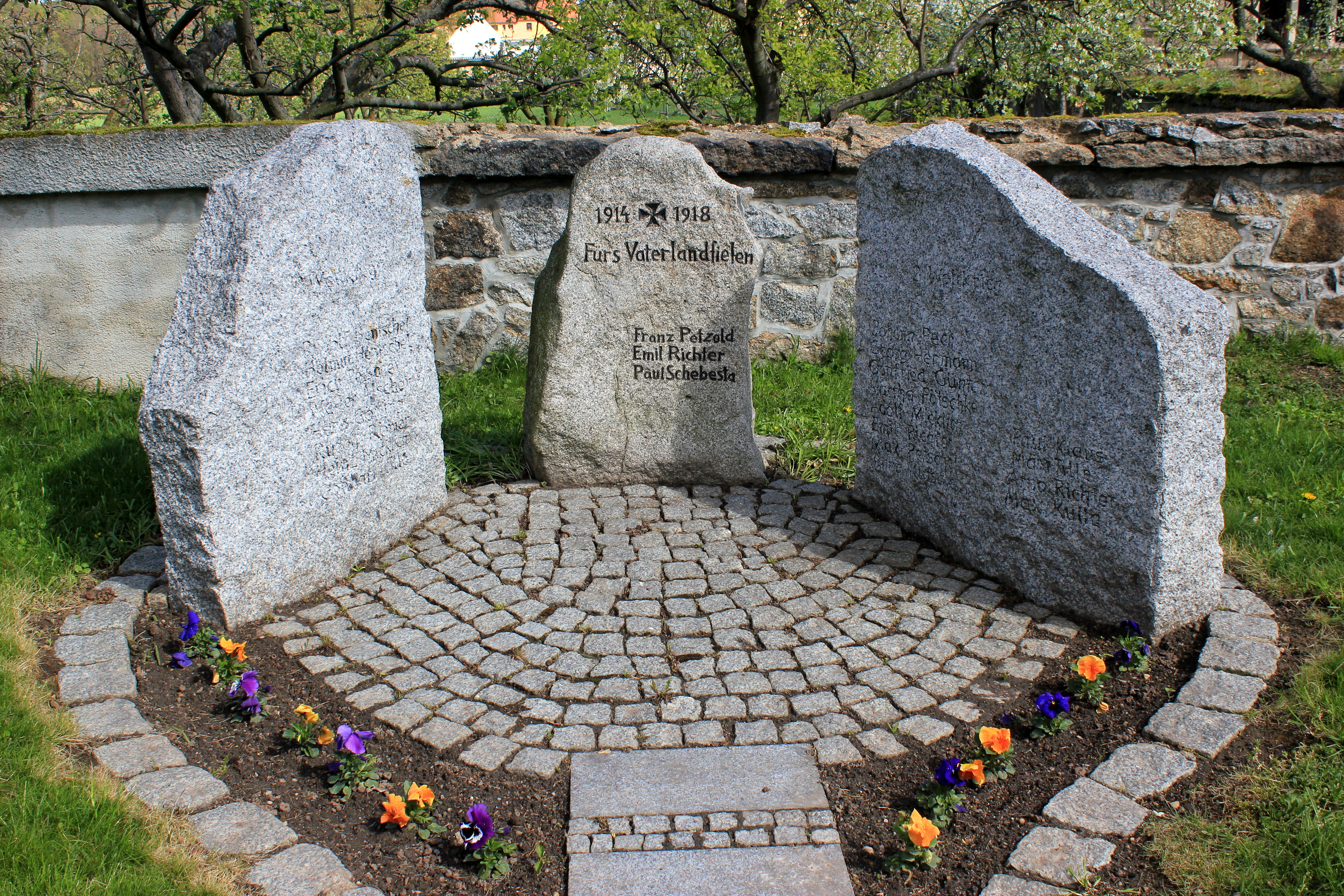
Gefallenendenkmal in der Ortsmitte

Das Rundweilerdorf Kriepitz wurde im Jahr 1419 als Crippitz erstmals urkundlich erwähnt. 1511 gehörte der Ort zum Rittergut Elstra, im Jahr 1624 wird ein Rittergut Kriepitz ohne Herrensitz erwähnt. Im Jahr 1661 wurden das Dorf und das Rittergut an das Kloster St. Marienstern verkauft. Kirchlich gehörte Kriepitz zu Elstra, die römisch-katholischen Bewohner des Ortes waren nach Ostro gepfarrt. Kriepitz gehörte im 19. Jahrhundert zum Gerichtsamtsbezirk Kamenz und wurde somit 1874 Teil der neu gebildeten Amtshauptmannschaft Kamenz, die 1939 zum Landkreis Kamenz wurde. Am 1. Juli 1950 wurde Kriepitz nach Elstra eingemeindet.
Von 1952 bis zur Wiedervereinigung gehörte Kriepitz zum Kreis Kamenz im DDR-Bezirk Dresden und anschließend zum Landkreis Kamenz. Im Zuge der Kreisreform 1996 wurde Kriepitz Teil des neuen Landkreises Kamenz, der am 1. August 2008 mit dem alten Landkreis Bautzen zum heutigen Landkreis Bautzen fusionierte.
Bis 2022 war Kriepitz ein Brunnendorf. Es wurde erst in jenem Jahr an die öffentliche Trinkwasserversorgung angeschlossen.

## Bevölkerung und Sprache
Die Bevölkerung des Dorfes Kriepitz bestand im Jahr 1777 aus sieben besessenen Mann, drei Gärtnern und sechs Häuslern. 1834 zählte man 119 Einwohner, diese Zahl stieg bis 1871 auf 144. 1890 hatte der Ort 139 Einwohner, zwanzig Jahre später waren es wieder 144 Einwohner. Bis 1925 ging die Einwohnerzahl auf 132 zurück, nach dem Ende des Zweiten Weltkrieges hatte Kriepitz 182 Einwohner. Bei der Volkszählung von 1925 wurden 93 evangelisch-lutherische und 36 katholische Einwohner registriert, drei Menschen waren anderer Konfession.
In der Statistik über die sorbische Bevölkerung in der Lausitz ermittelte Arnošt Muka im Jahr 1884 eine Einwohnerzahl von 136, von diesen waren 38 Sorben (28 %).